# Antokolce
Antokolce (lit. Antakalniai) − wieś na Litwie, w rejonie wileńskim, 5 km na północny zachód od Duksztów, zamieszkana przez 52 ludzi. Przed II wojną światową w Polsce, w powiecie wileńsko-trockim województwa wileńskiego.